# 维塔利·布涅奇科
维塔利·伊万诺维奇·布涅奇科（烏克蘭語：Віталій Іванович Бунечко；1973年8月6日—）是乌克兰政治人物，自2019年8月8日起担任日托米尔州州长。